# Selfish (Lied)
Selfish (englisch für „Egoistisch“) ist ein Lied des US-amerikanischen Sängers Justin Timberlake aus dem Jahr 2024.

## Entstehung und Veröffentlichung
Das Lied wurde vom Interpreten selbst, zusammen mit den Koautoren Amy Allen, Louis Bell, Theron Thomas und Henry Walter (Cirkut), getextet beziehungsweise komponiert. Bell, Cirkut und Timberlake zeichneten darüber hinaus auch für die Produktion verantwortlich.
Die Erstveröffentlichung von Selfish erfolgte als Single am 25. Januar 2024 bei RCA Records. Diese erfolgte digital als Einzeltrack zum Download und Streaming (Katalognummer: G010005217220M). Am 15. März 2024 erschien das Lied als Teil von Timberlakes sechsten Studioalbum Everything I Thought It Was.

## Inhalt
Im Lied geht es um das lyrische Ich, das seinem Gegenüber seine Liebe zeigt und sich selbst eingesteht, egoistisch zu denken. Wenn es eifersüchtig werde, könne es nicht anders, es wolle jedes bisschen, es schätze, es sei egoistisch und schlecht für den Geist, aber es könne nicht dagegen ankämpfen. Es sehe aus wie es eben aussehe, aber es könne es einfach nicht verbergen. („So if I get jealous, I can't help it. I want every bit of you, I guess I'm selfish. It's bad for my mental, but I can't fight it, when. You're out lookin' like you do, but you can't hide it, no.“).

## Musikvideo
Das Musikvideo entstand unter der Regie von Bradley J. Calder; als Schauspieler fungierte Mike Ferguson. Das Video verzeichnete bis Juli 2024 über 36 Millionen Aufrufe auf der Videoplattform YouTube.

## Kommerzieller Erfolg

### Chartplatzierungen
| ChartsChartplatzierungen       | Höchstplatzierung | Wochen |
| ------------------------------ | ----------------- | ------ |
| Deutschland (GfK)              | 56 (12 Wo.)       | 12     |
| Schweiz (IFPI)                 | 45 (2 Wo.)        | 2      |
| Vereinigte Staaten (Billboard) | 19 (13 Wo.)       | 13     |
| Vereinigtes Königreich (OCC)   | 29 (10 Wo.)       | 10     |

### Auszeichnungen für Musikverkäufe
| Land/Region                  | Auszeichnungen für Musikverkäufe (Land/Region, Auszeichnung, Verkäufe) | Verkäufe |
| ---------------------------- | ---------------------------------------------------------------------- | -------- |
| Brasilien (PMB)              | Gold                                                                   | 20.000   |
| Kanada (MC)                  | Platin                                                                 | 80.000   |
| Polen (ZPAV)                 | Gold                                                                   | 25.000   |
| Südafrika (RISA)             | Gold                                                                   | 20.000   |
| Vereinigtes Königreich (BPI) | Silber                                                                 | 200.000  |
| Insgesamt                    | 1× Silber · 3× Gold · 1× Platin ·                                      | 345.000  |

Hauptartikel: Justin Timberlake/Auszeichnungen für Musikverkäufe